# TV 가나가와
TV 가나가와(일본어: テレビ神奈川, Television Kanagawa)는 1972년 4월 1일 가나가와현의 독립 UHF방송국으로 개국했다.
약칭은 tvk, 콜사인은 JOKM-DTV이다.

## 특징
- 대주주중 하나가 가나가와현이며 한때는 경영권까지 갖고 있었으나 2001년 주식매각을 통해 주주중 하나였던 카나가와 신문에 경영권을 넘겼다.
- 도쿄도에서는 TOKYO MX 개국 이전부터 수신하는 사람들이 꽤 많았다.
- 방송초기 방송시간을 매꾸기 위해 가요 프로모션 영상을 많이 방송했고 이 영향으로 다른 독립UHF방송국보다 음악관련 프로그램을 많이 방송하고 있으며 이전에는 보도 프로그램이 많이 약했으나 2001년 주식매입을 통해 카나가와 신문이 경영에 본격적으로 개입한 뒤 보도 프로그램도 늘어나고 있다.
- 1989년 쇼와 천황 서거 당시 자체방송을 자숙하고, 니혼TV의 특별 프로그램을 방송했다.
- 1980년대 후반에서 1990년대 전반까지 영어뉴스를 방송한 적이 있었다.

## 주요 프로그램
- 사쿠사쿠 (sakusaku)

## 가나가와현에 있는 다른 텔레비전·라디오 방송국
- NHK 요코하마 방송국
- 요코하마 FM방송(독립 라디오 방송국)
- RF라디오닛폰(RF)(독립 라디오 방송국)